# Churchill (Montana)
Churchill es un lugar designado por el censo ubicado en el condado de Gallatin en el estado estadounidense de Montana. En el Censo de 2010 tenía una población de 902 habitantes y una densidad poblacional de 98,05 personas por km².

## Geografía
Churchill se encuentra ubicado en las coordenadas 45°45′00″N 111°18′37″O / 45.75000, -111.31028. Según la Oficina del Censo de los Estados Unidos, Churchill tiene una superficie total de 9.2 km², de la cual 9.2 km² corresponden a tierra firme y (0%) 0 km² es agua.

## Demografía
Según el censo de 2010, había 902 personas residiendo en Churchill. La densidad de población era de 98,05 hab./km². De los 902 habitantes, Churchill estaba compuesto por el 98.56% blancos, el 0% eran afroamericanos, el 0.67% eran amerindios, el 0.22% eran asiáticos, el 0% eran isleños del Pacífico, el 0.22% eran de otras razas y el 0.33% pertenecían a dos o más razas. Del total de la población el 4.21% eran hispanos o latinos de cualquier raza.